# Minako Ameku
Minako Ameku (jap. 天久美奈子 Ameku Minako; ur. 29 grudnia 1977 w Okinawie) – japońska piosenkarka popowa, była członkini zespołu Super Monkey’s i MAX.